# كارل هاينريك فون سيمنز
كارل هاينريك فون سيمنز (بالألمانية: Carl Heinrich von Siemens)‏ (و. 1829 – 1906 م) هو رائد أعمال من ألمانيا .
توفي في منتون .